# Steve Kanaly
Steve Kanaly (Burbank (Californië), 14 maart 1946) is een Amerikaans televisieacteur, voornamelijk bekend als Ray Krebbs uit Dallas.
Kanaly hoorde tot de originele cast van Dallas en speelde van 1978 tot 1989 zijn rol en keerde nog terug voor de laatste aflevering van de serie in 1991. Daarna verscheen hij nog in verscheidene tv-films en van 1994 tot 1995 speelde hij Seabone Hunkle in de soap All My Children. Kanaly is ook gecast in de opvolger van Dallas. 